# بول بارك
بول بارك (بالإنجليزية: Paul Park)‏ (1 أكتوبر 1954، نورث آدمز في الولايات المتحدة)؛ روائي أمريكي.